# Francisco Bertoldo de Sousa
Francisco Bertoldo de Sousa (1863 — 16 de julho de 1941) foi um político brasileiro.
Foi presidente (equivalente ao atual cargo de governador) de Goiás, de 11 de março a 1 de maio de 1909.